# Federazione cestistica del Suriname
La Federazione cestistica del Suriname è l'ente che controlla e organizza la pallacanestro in Suriname.
La federazione controlla inoltre la nazionale di pallacanestro del Suriname e ha sede a Paramaribo.
È affiliata alla FIBA dal 1959 e organizza il campionato di pallacanestro del Suriname.